# 三重県道603号大杉谷海山線
三重県道603号大杉谷海山線（みえけんどう603ごう おおすぎだにみやません）は、三重県多気郡大台町から北牟婁郡紀北町に至る一般県道である。

## 概要
多気郡大台町大杉から北牟婁郡紀北町上里に至る。

### 路線データ
- 起点：多気郡大台町大杉（字宮古谷488番12[1]：三重県道53号大台ヶ原線交点）
- 終点：北牟婁郡紀北町上里（字山神46番1[1]：国道42号交点）
- 総延長：25.825 km

## 歴史
- 1959年（昭和34年）1月25日 - 三重県道733号大杉谷船津停車場線として路線認定される[2]。
- 1964年（昭和39年）3月31日 - 「自動車の交通量がきわめて少ないと認める道路」に、ほぼ全区間に相当する24.259 kmが指定を受ける[3]。
- 1996年（平成8年）4月1日 - 現在の名称に変更[注釈 1]。路線区域の決定も同日に行われた[1]。
- 2017年（平成29年）12月4日 - 午後2時に、寸断区間の復旧工事が完了したことから多気郡大台町大杉 - 北牟婁郡紀北町河内地内（延長16.4 km）の通行止めを解除し、全線通行可能となった[4]。

## 路線状況
2009年（平成21年）11月現在、2004年（平成16年）の平成16年台風第21号による土砂の崩落のため、寸断されたままであったが2013年（平成25年）8月一部改修中とはいえ全通が可能な状態にまで修復されてきた。

### 道路施設

#### 橋梁
- 落合橋（北牟婁郡紀北町）

#### トンネル
- 水呑トンネル：延長284 m、1974年（昭和49年）竣工[5]、多気郡大台町 - 北牟婁郡紀北町

### 交通規制
。
| 区間                                  | 延長      | 時間雨量 | 連続雨量 |
| ------------------------------------- | --------- | -------- | -------- |
| 多気郡大台町大杉 - 北牟婁郡紀北町河内 | 約19.2 km | 20 mm/h  | 80 mm    |

## 地理

### 通過する自治体
- 三重県
  - 多気郡大台町 - 北牟婁郡紀北町

### 交差する道路
| 交差する道路              | 市町村名 | 市町村名 | 交差する場所 | 交差する場所 |
| ------------------------- | -------- | -------- | ------------ | ------------ |
| 三重県道53号大台ヶ原線    | 多気郡   | 大台町   | 大杉         | 起点         |
| 国道42号 / 熊野街道伊勢路 | 北牟婁郡 | 紀北町   | 上里         | 終点         |

### 沿線
- 大台ヶ原
  - 大杉谷
  - 宮川貯水池・宮川ダム
- 桑木谷
- 大河内川
  - 不動滝

### 峠
この道路は山あいを通るため、峠が2つある。
- 水呑峠（みずのみとうげ：多気郡大台町 - 北牟婁郡紀北町）

多気郡大台町と北牟婁郡紀北町の境をなす峠である。トンネルになっており、多気郡大台町大杉と北牟婁郡紀北町島原を結ぶ。トンネルのすぐ北東の細道にも同名の峠があり、峠を紀北町側に下ると三重県道751号三戸紀伊長島停車場線に接続する。
- 菅ノ峠（すがのとうげ：北牟婁郡紀北町）

北牟婁郡紀北町島原と北牟婁郡紀北町河内を結ぶ峠。平成の大合併以前は北牟婁郡紀伊長島町と北牟婁郡海山町の境界地点であった。